# Ikastkredsen
Ikastkredsen  er en opstillingskreds i Vestjyllands Storkreds.
Kredsen, der er oprettet i 2007, består af Ikast-Brande Kommune
Kredsen er dannet af de tidligere kommuner Ikast (fra Herningkredsen), Brande (fra Skjernkredsen) og Nørre Snede (fra Givekredsen).
Afstemningssteder i kredsen:
1. Tidligere Brande Kommune:
  1. Blåhøj
  2. Brande By
  3. Drantum
  4. Uhre
2. Tidligere Nørre-Snede Kommune:
  1. Nørre-Snede
  2. Ejstrupholm
  3. Gludsted
  4. Klovborg
3. Tidligere Ikast Kommune:
  1. Ikast
  2. Engesvang
  3. Bording
  4. Isenvad

## Folketingskandidater pr. 25/11-2018
| Liste | Parti                       | Kandidat              | Bemærk |
| ----- | --------------------------- | --------------------- | ------ |
| A     | Socialdemokratiet           |                       |        |
| B     | Radikale Venstre            |                       |        |
| C     | Det Konservative Folkeparti | René Nord Hansen      |        |
| D     | Nye Borgerlige              | Thomas Bachmann       |        |
| F     | Socialistisk Folkeparti     | Anders Udengaard      |        |
| I     | Liberal Alliance            |                       |        |
| O     | Dansk Folkeparti            | Bo Sand Kristensen    |        |
| V     | Venstre                     | Carsten Kissmeyer     |        |
| Ø     | Enhedslisten                | Jakob Lindell Ruggard |        |
| Å     | Alternativet                |                       |        |